# نیوزیلند هرالد
نیوزیلند هرالد (به انگلیسی: The New Zealand Herald) یک روزنامه کثیرالانتشار و یکی از بزرگترین روزنامه‌ها در نیوزیلند است.